# Blood, Sweat & 3 Years
Blood, Sweat & 3 Years è il quarto album in studio del gruppo di musica elettronica statunitense Cash Cash, pubblicato nel 2016.

## Tracce
1. How to Love (featuring Sofía Reyes) – 3:38
2. Broken Drum (featuring Fitz of Fitz and The Tantrums) – 3:18
3. Millionaire (with Digital Farm Animals featuring Nelly) – 3:06
4. Hero (featuring Christina Perri) – 3:18
5. Devil (featuring Busta Rhymes, B.o.B & Neon Hitch) – 3:29
6. Aftershock (featuring Jacquie Lee) – 3:25
7. The Gun (featuring Trinidad James, Dev & Chrish) – 3:22
8. Turn (featuring Little Daylight) – 3:39
9. Escarole – 4:01
10. Lightning (featuring John Rzeznik of Goo Goo Dolls) – 3:34
11. Arrows in the Dark (featuring Anjulie) – 3:38
12. We Will Live (featuring Night Terrors of 1927) – 3:50
13. Bada Boom – 4:02
14. Take Me Home (featuring Bebe Rexha) – 3:25
15. Sweat (featuring Jenna Andrews) – 3:33
16. Surrender – 3:28